# Max Delbrück
Max Ludwig Henning Delbrück (Berlijn, 4 september 1906 – Pasadena, 9 maart 1981) was een Duits-Amerikaans biofysicus en Nobelprijswinnaar. In 1969 won hij samen met Alfred Hershey en Salvador Luria de Nobelprijs voor de Fysiologie of Geneeskunde voor zijn onderzoek aan replicatiemechanismen en genetica van virussen. Samen waren ze leiders van de Fagen-groep, een groep van onderzoekers die de vermenigvuldiging en genetische structuur van bacteriofagen bestuderen.

## Biografie
Delbrück werd geboren als zoon van Hans Delbrück, een professor in geschiedenis aan de Universiteit van Berlijn, en Lina Thiersch, een kleindochter van Justus von Liebig.
Delbrück studeerde astrofysica aan de Georg-August-Universität Göttingen, maar verlegde zijn interesse later naar theoretische natuurkunde. Nadat hij in 1930 zijn Ph.D. had gehaald, reisde hij naar Engeland, Denemarken en Zwitserland. Hij leerde op zijn reizen Wolfgang Pauli en Niels Bohr kennen, die zijn interesse in biologie opwekten.
Delbrück keerde in 1932 terug naar Berlijn als assistant van Lise Meitner, die samen met Otto Hahn werkte aan een experiment om uranium te bestralen met neutronen. Tijdens deze periode schreef Delbrück een paar papers, waarvan een belangrijke bijdrage bleek te zijn aan het verspreiden van gammastraling middels een Coulombveld. De theorie die hij trok leek eerst onwaarschijnlijk, maar werd 20 jaar later bewezen door Hans Bethe.
In 1937 verhuisde hij naar de Verenigde Staten om zich met biologie bezig te gaan houden. Hij ging werken aan de biologie-afdeling van Caltech, alwaar hij onderzoek deed naar de genetica van bananenvliegen. Tevens leerde hij hier kennismaken met bacteriën en hun virussen (bacteriofagen). In 1939 schreef hij mee aan een paper genaamd The Growth of Bacteriophage, waarin werd aangetoond dat virussen zich reproduceren in een stap in plaats van exponentieel zoals cellulaire organismen.
In 1941 trouwde Delbrück met Mary Bruce, met wie hij vier kinderen kreeg. Delbrücks broer Justus Delbrück, zus Emmi Bonhoeffer en zwager Klaus Bonhoeffer dienden in het Duitse verzet tijdens de Tweede Wereldoorlog. Delbrück bleef zelf in de Verenigde Staten tijdens de oorlog en werd in 1945 Amerikaans staatsburger. Hij gaf les in natuurkunde aan de Vanderbilt University, terwijl hij genetisch onderzoek deed.
In 1942 toonden Delbrück en Salvador Luria aan dat bacteriële resistentie tegen virussen werd veroorzaakt door een willekeurige mutatie, en niet door aanpassing. Dit onderzoek, bekend als het Luria-Delbrück experiment, was ook van belang voor het gebruik van wiskunde voor het maken van kwantitatieve voorspellingen over het resultaat van alternatieve modellen. Voor dit werk kregen beide in 1969 de Nobelprijs. Datzelfde jaar kreeg Delbrück ook de Louisa Gross Horwitz Prize van de Columbia-universiteit.
In 1947 keerde Delbrück terug naar Caltech als professor in biologie. Deze positie behield hij tot 1977.
Vanaf de jaren 50 paste Delbrück biofysische methodes toe voor het oplossen van problemen in zintuigfysiologie in plaats van genetica. Hij was ook oprichter van het instituut voor moleculaire genetica aan de Universiteit van Keulen.
Delbrück was een van de meest invloedrijke mensen op zijn vakgebied. Hij inspireerde onder andere Erwin Schrödinger tot het schrijven van zijn boek What Is Life?.